# Knights of Honor
Knights of Honor — компьютерная игра, историческая стратегия в реальном времени, созданная болгарской фирмой Black Sea Studios. В России издана и локализована компанией «Новый Диск» под названием «Knights of Honor. Рыцари чести».

## Карты в игре

### Карта стратегического обзора

Стратегический обзор

Карта стратегического обзора показывает границы провинций, города, деревни, монастыри и т. д. Кроме того, на карте обозначены реки, леса, горы, пустыни. А также расположение личных войск, армий союзников, противников и отрядов мятежников.
В контролируемых провинциях можно видеть всё, что в них происходит. В провинциях других стран, обозначенных более тёмным цветом, увидеть происходящее можно только в двух случаях: когда армия игрока находится в этих провинциях, или когда в провинции шпион назначен наместником. Сражения, грабежи населённых пунктов и морские сражения на карте обозначены скрещивающимися мечами.

### Карта политического обзора
Карта политического обзора показывает границы государств. Также есть и условные обозначения:
- Пламя — значок пламени в провинции означает, что на данной территории вспыхнуло восстание.
- Штриховка — показывает, что государство является чьим-то вассалом. Штриховка имеет цвет территории государства-сеньора.

### Карта религиозного состава Европы
Эта карта показывает религию провинции.
- Синим цветом показаны католические провинции.
- Серым — католические провинции государства, отлученные папой от Церкви.
- Розовым — православные, Церковь которых подчинена патриархии Константинополя.
- Бордовым — православные провинции, Церковь которых не подчинена патриархии Константинополя (то есть заявила о своей независимости от него).
- Зелёным — мусульманские.
- Оранжевым — языческие.

### Карта военного состава Европы
Эта карта показывает возможность нанимать определенный тип войск в провинциях.
- Зелёный цвет — в провинции построены необходимые здания для найма.
- Штриховка — в провинции возможно построить необходимые здания.
- Светлый цвет — в провинции невозможно строить необходимые здания и нанимать выбранный тип войск.

### Карта дипломатических отношений
Эта карта показывает дипломатические связи и уровень отношений выделенной державы со всеми остальными. Дипломатические связи и соглашения:
- Скрещённые мечи — державы находятся в состоянии войны.
- Голубка — между государствами заключён мирный договор.
- Монеты — заключён торговый договор.
- Два меча, направленные в одну сторону — заключён пакт о ненападении.
- Свиток, перевязанный лентой — заключён альянс.

## Важные параметры

### Ресурсы
- Экзотические товары — являются необходимым условием для получения преимуществ державы, которые дают определённые бонусы.
- Золотые монеты — необходимы для покупки войск, строительства зданий, найма придворных, их обучения, для дипломатических целей.
- Книги — необходимы для обучения любых придворных рыцарей кроме полководцев. Максимальное количество — 1000. Книги создаются в монастырях, библиотеках и университетах.
- Набожность — зависит от количества церквей и монастырей в стране. Максимальное значение набожности — 1000 пунктов. Высокая набожность необходима для повышения силы державы и обращения населения провинций в официальную веру.

### Сила державы
Сила державы измеряется баллами от −5 до 5. Каждый положительный балл силы державы снижает вероятность бунтов в провинциях и увеличивает доход. Её можно повысить за счёт набожности и золотых монет (чем больше держава, тем дороже повышение). Чем выше сила державы, тем меньше вероятность того, что другие государства объявят ей войну. Если значение силы державы меньше нуля, оно постепенно само вернётся к нулевой отметке (если не совершать действий, которые её снижают).

## Правящая династия
Во главе правящей династии стоит король (князь, султан, и т. п.) и его супруга. В браке может родиться до шести детей (три принца и три принцессы).

## Придворные рыцари
Придворные рыцари — это подданные короля, имеющие определённую специализацию. Сам правитель может по желанию игрока выполнять те же функции, что и придворные рыцари. В государстве может быть не более девяти придворных рыцарей, которые бывают шести видов:
- Полководец — руководит военными отрядами. В подчинении у одного полководца может находиться до девяти отрядов и четырёх осадных орудий. Полководец может формировать отряды из числа местных жителей в городах, или в станах наёмников в сельской местности.
- Священник — обращает население провинций в официальную веру державы (православное христианство, католическое христианство, мусульманство, язычество), знакомит население покорённых провинций с культурой вашей державы (культурная ассимиляция) с целью снизить риск восстаний, может выполнять функции наместника для увеличения уровня набожности и книг в отдельно взятой провинции.
- Мажордом — увеличивает число людей в городе и ускоряет сбор провианта с провинции.
- Зодчий — ускоряет строительство новых зданий в городах.
- Торговец — ведёт торговлю с другими державами. Может ввозить в страну товары, которые не добываются/не производятся в вашем государстве и при этом необходимы для получения одного из преимуществ державы.
- Шпион — выполняет функции секретных служб. Если Ваш шпион остаётся при дворе, он выполняет функции «службы безопасности», то есть выявляет внедрённых другими государствами шпионов. Чтобы шпион выполнил ваше задание (за пределами державы), его нужно внедрить в другое государство. Для этого он ставится «в очередь» на вакансию придворного рыцаря другой страны. Как только страна нанимает вашего шпиона, он готов к выполнению различных секретных заданий, в зависимости от того, в качестве кого его наняли.

## Политика

Политический обзор

Отношения между державами влияют на возможность развязывания войны, подписание некоторых соглашений, а также повышают вероятность сбора дани и выполнения других просьб.

### Договоры
В процессе игры державы заключают между собой различные договоры. Их существует несколько видов:
- Мир — с момента его заключения державы не ведут боевых действий против друг друга.
- Торговый договор — державы могут торговать друг с другом через торговцев.
- Пакт о ненападении — державы обязуются не объявлять друг другу войну.
- Альянс — державы обязуются по требованию союзника объявить войну третьей державе, врагу союзника.

Соглашения связаны между собой иерархически, от мира к альянсу. Например, для того, чтобы заключить торговый договор, необходимо, чтобы между государствами существовал мирный договор, а если государства заключили пакт о ненападении, это значит, что они ведут торговлю. Нарушение или разрыв соглашений влечёт за собой автоматическое снижение силы державы (от одного до нескольких пунктов, нарушение альянса влечет самое серьёзное снижение силы державы) и ухудшение отношений.

### Отношения между державами
Отношения между державами отражают реакцию держав на различные действия друг друга. Они являются симметричными (то есть обе державы всегда настроены по отношению к друг другу одинаково). Отношения подразделяются на восемь уровней:
- ненависть (низший уровень отношений)
- вражда
- напряжение
- неприязнь
- нейтралитет
- мир
- приязнь
- дружба
- союз
- гармония (высший уровень отношений)

### Взаимосвязь между отношениями и договорами
Уровень отношений и договоры взаимосвязаны, но при этом являются независимыми параметрами. Например, в силу определённых обстоятельств, державы, которые испытывают приязнь к друг другу, могут быть в состоянии войны, или же наоборот, державы, заключившие альянс, могут быть во враждебных отношениях. Чем лучше отношения, тем больше вероятность подписания выгодного договора. Чем хуже отношения, тем выше вероятность разрыва заключённых соглашений.

## Экономика
Экономика (то есть получение прибыли) в игре составляется из нескольких весомых аспектов:
- Налоги.
- Дань с городов, деревень, прибрежных поселений, а также вассальных государств (если они есть).
- Торговля с другими державами.

По мере процесса игры встречаются различные экономические трудности и возможности пополнения казны. Например: страна, у которой Вы отобрали большую часть провинций, может предложить вам дань в денежном эквиваленте, вассальную присягу или одну из оставшихся в её составе территорий, а также всё вместе взятое ради прекращения военных действий. Если полководец (или шпион) другой державы попал к Вам в плен, за него могут предложить выкуп. Помимо этого, другие державы могут попросить выполнить ту или иную просьбу за денежное вознаграждение (например, объявить третьей державе войну или подписать торговый договор). Как правило, вознаграждение предлагается, если сначала отклонить предложение.

## Сражения
В сражениях участвуют до двух армий с каждой стороны. Каждая армия возглавляется полководцем. Во время сражения игрок управляет отрядом, группой отрядов или всей армией. При большом преимуществе со стороны вражеского войска или потерях в сражении, боевой дух отрядов падает. Чем ниже боевой дух воинов, тем выше вероятность их дезертирства с поля боя. Боевой дух армий православных государств также снижается при их нахождении на вражеской территории.
В игре существует несколько видов сражений:
- Битва (встреча армий противников в сельской местности, разновидностью битвы является сражение в укреплённом лагере — Вашем или противника)
- Снятие осады (армия входит в осаждённый противником город)
- Штурм города
- Переправа (армии противников встречаются у реки)
- Морское сражение

Для того, чтобы одержать победу, необходимо обратить в бегство, взять в плен или убить вражеского полководца. Все виды сражений, кроме морского, имеют два режима (которые выбирает пользователь): автоматический и пользовательский. При автоматическом режиме сражение ведётся без участия пользователя, пользователь может лишь дать войскам сигнал отступать. В пользовательском режиме игрок сам командует своими войсками, при этом вместо общего обзора карты на экране появляется детализированное место сражения очень крупным планом (кусок сельской местности или город). Морское сражение проходит только в автоматическом режиме.

### Крестовые походы
Время от времени Папа Римский (если Ватикан участвует в игре) объявляет крестовые походы против стран, чья официальная религия отлична от католицизма. В качестве предводителя армии крестоносцев выбирается полководец одной из католических стран. Если страна, чей полководец выбран предводителем крестоносцев, дает согласие, её полководец автоматически обеспечивается сильным рыцарским войском и под флагами Мальтийского ордена выступает в поход против указанной страны (оттуда, где в момент назначения находился полководец). Если Папа Римский получает отказ, он на время отлучает данную страну от Церкви. Целью крестового похода является успешная осада или штурм города, после которого провинция, чей город был взят крестоносцами, становится независимым государством и объявляет войну той стране, чьей частью эта провинция раньше являлась (то есть той стране, против которой был объявлен крестовый поход). Если армия крестоносцев терпит поражение во время осады/штурма или в сражении против вражеского войска, полководец гибнет или попадает в плен. Пользователь не может управлять полководцем во время крестового похода.

### Восстания
Мятежи лоялистов вспыхивают на завоёванных территориях, предводителями таких восстаний являются лоялисты, которые ведут вооружённую борьбу за восстановление их государства или за присоединение к нему. Лоялисты могут присоединяться к войскам той державы, под флагом которой они сражаются. Они могут участвовать в осадах и штурмах городов, и в сражениях против Ваших войск на стороне державы, под флагом которой они сражаются. В провинциях, которые входили в состав Вашей державы и были завоёваны противником, лоялисты могут выступать на стороне Ваших войск, участвовать в сражениях, осадах и штурмах городов. Чем выше сила державы и уровень настроений в провинции, тем ниже риск восстаний. Для снижения риска восстаний также рекомендуется ассимилировать в культурном плане местное население и обратить его в официальную религию державы (обе функции выполняются священником).
Бунты вспыхивают в ответ на непопулярные меры правящей династии (повышение налогов или военный налог, непрерывные войны, снижение силы державы). Также, в опасных бунтарей с сильной армией превращаются придворные рыцари-полководцы, если внедрённый шпион-полководец успешно осуществит бунт в армии. Иногда бунтари приходят из соседних государств. Бунтари отличаются от лоялистов тем, что не солидарны с другими державами. Для снижения риска бунтов, рекомендуется повышать силу державы, облегчать налоговое бремя, вести меньше войн.

## Государства
В игре представлены 100 государств, расположенных в Европе, Малой Азии, на Ближнем Востоке, и в Северной Африке. В начале игры число провинций в различных державах варьируется от одной (например, Швейцария) до двадцати двух (Византия и Священная Римская империя (Германия)). Чем больше изначально провинций в державе, тем быстрее пополняется казна, однако большое число провинций требует больше усилий по их развитию и защите от нападений. Неопытному игроку рекомендуется выбирать державу с одной провинцией, находящуюся в углу карты.

## Религия
В игре представлены христианство, ислам и язычество. Христианство представляют две независимые конфессии: Католицизм и Православие.
У каждой державы есть официальная религия. Официальная религия может быть отлична от религий, исповедуемых в одной, нескольких или во всех её провинциях (в таком случае эта территория заштрихована на карте религий). Исключение составляют языческие державы. Держава может изменить свою официальную религию. Для этого требуется, чтобы не менее трети провинций в её составе исповедовали религию, которая станет официальной. Также требуется накопить 1000 очков набожности и заплатить некоторое количество золотых монет. Если сила державы не высока, а настроения в некоторых провинциях отрицательные, изменение официальной религии может привести к потере части территории.
Население покорённых провинций, исповедующих другую религию, можно обратить в официальную. Для этого при дворе должен быть священник.

## Критика
| Сводный рейтинг | Сводный рейтинг |
| Агрегатор       | Оценка          |
| --------------- | --------------- |
| GameRankings    | 76,63 %         |

Российский портал игр Absolute Games поставил игре 80 баллов из 100 возможных. Обозреватель отметил превосходный игровой процесс. Вердикт: «В основе проекта лежит беспроигрышная схема: Европа, часть Северной Африки, Ближний Восток и Россия; экономика, представляющая собой смесь масштабности Europa Universalis и относительной скрупулезности Lords of the Realm; наконец, боевые действия оформлены в духе Heroes of Might & Magic, только протекают они, как и сама игра, в реальном времени. Теоретически сумма слагаемых даёт одну из лучших стратегий года, однако на самом деле Knights of Honor не в состоянии превзойти какой-либо из аналогов».
Журнал «Игромания» поставил игре 7 баллов из 10 возможных, сделав следующее заключение: «Knights of Honor — это гадкий утёнок, так и не ставший лебедем. Будь у неё хороший движок, мы бы сейчас расточали елей в двух-, если не трёхстраничной рецензии».